# Matrimonio de conveniencia
Para la película, véase Green Card (película)
Un matrimonio de conveniencia es aquel casamiento fraudulento que se produce fundamentalmente para obtener beneficios jurídicos, económicos o sociales, sin que exista un vínculo sentimental intenso entre los contrayentes. También recibe el nombre de matrimonio blanco (calco de la expresión francesa mariage blanc), cuando no hay consumación carnal (los cónyuges no mantienen relaciones íntimas).
En el ámbito del derecho de inmigración, se habla de matrimonio de conveniencia (también conocido como matrimonio de protección entre los activistas políticos) si el único objetivo del matrimonio es proporcionar al cónyuge extranjero un derecho de residencia o a suspender la obligación de salir del país. Los motivos del cónyuge del que se deriva un derecho de residencia pueden ser muy diferentes. Es bien sabido que los matrimonios de conveniencia se contraen a cambio de dinero u otros beneficios (servicios, relaciones sexuales, bienes materiales), por voluntad de ayuda o compasión, pero también por engaño sobre el propósito real del matrimonio.

## Laguna legal

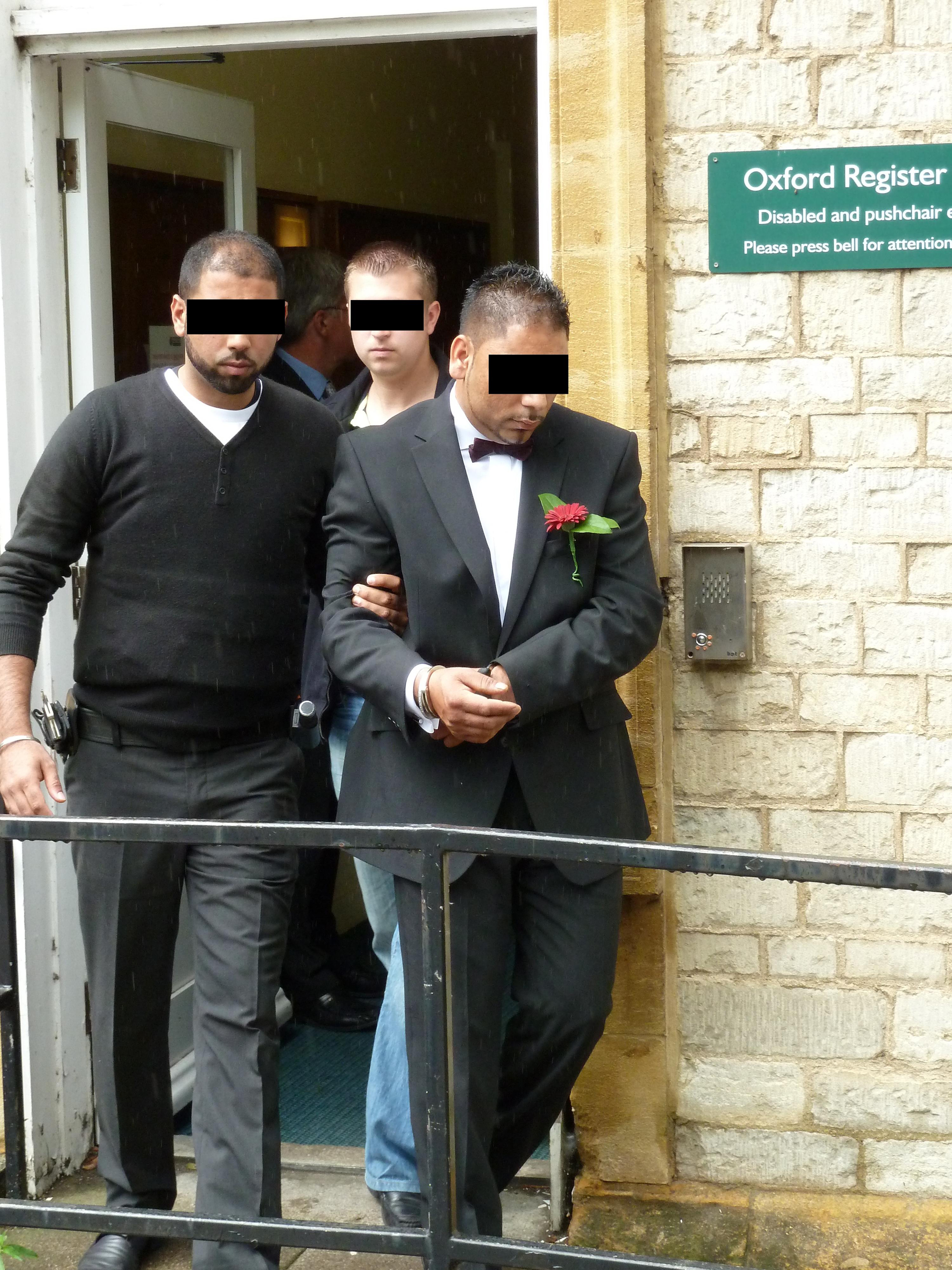
Operación de los agentes de la Agencia de Fronteras del Reino Unido en la Oficina de Registro de Oxford el 8 de junio de 2010 para detener un presunto matrimonio falso.

Los matrimonios de conveniencia se celebran a menudo para aprovechar vacíos legales de diversa índole. Una pareja puede casarse para que uno de ellos obtenga la ciudadanía o el derecho de residencia, por ejemplo, ya que muchos países de todo el mundo conceden esos derechos a quien se casa con un ciudadano residente. En Estados Unidos, esta práctica se conoce como matrimonio con tarjeta verde. En Australia, se han producido matrimonios de conveniencia para llamar la atención sobre las leyes de Asignación para jóvenes del gobierno. El 31 de marzo de 2010, dos estudiantes se casaron pública y legalmente en el césped de la Universidad de Adelaida para que ambos pudieran recibir el subsidio juvenil completo.
En los Estados Unidos, durante la época de la guerra de Vietnam, algunas parejas se casaban durante el tiempo en que el hombre estaba expuesto al servicio militar obligatorio; la pareja acordaba no tener contacto, seguido de una anulación al final del matrimonio (normalmente un año). Es habitual que se publiquen anuncios en los periódicos estudiantiles en este sentido.
Debido a que explotan las lagunas legales, los matrimonios por conveniencia falsos a menudo resultan en consecuencias legales. Por ejemplo, el Servicio de Inmigración de Estados Unidos (USCIS) puede castigar este proceder con multas de 250,000 dólares y una sentencia de cinco años de prisión.

### Estados Unidos

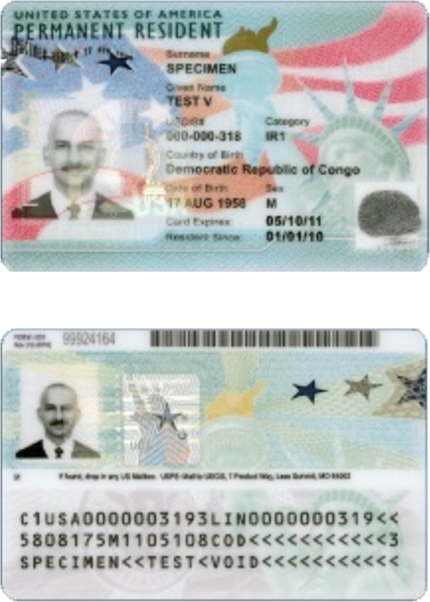
Una tarjeta verde estadounidense

Un matrimonio de tarjeta verde es un matrimonio de conveniencia entre un residente legal de los Estados Unidos de América y una persona que no sería elegible para la residencia si no estuviera casada con el residente. El término deriva de la disponibilidad de documentos de residencia permanente («tarjetas verdes») para los cónyuges de residentes legales en Estados Unidos, donde el matrimonio es una de las formas más rápidas y seguras de obtener la residencia legal.  Los matrimonios, si son legítimos, dan derecho al cónyuge a vivir y trabajar en Estados Unidos, como en la mayoría de los demás países.  En Estados Unidos se aprobaron 2,3 millones de visados de matrimonio entre 1998 y 2007, lo que representa el 25% de todas las tarjetas verdes de 2007.  Incluso si el cónyuge no residente era previamente un inmigrante ilegal, el matrimonio da derecho a la residencia.
La mayoría de los matrimonios entre residentes y no residentes se celebran correctamente, por motivos distintos o adicionales a la condición de residente. Dicho esto, la práctica de obtener la residencia mediante el matrimonio es ilegal en Estados Unidos si el matrimonio en sí es fraudulento. Un matrimonio cuyo único propósito es obtener la residencia legal se considera una farsa, y constituye un delito en Estados Unidos para ambos participantes. 
Muchos de estos acuerdos son simples transacciones entre dos personas, a menudo a cambio de dinero pagado al residente legal.  En otros casos, el residente legal es víctima involuntaria de un matrimonio fraudulento. En otros casos, los matrimonios son organizados por empresas delictivas, a veces con la complicidad de funcionarios de inmigración corruptos que aceptan un pago por describir el matrimonio como legítimo en la documentación de inmigración. 

### Suiza
En Suiza, los matrimonios ficticios se castigan con una sanción monetaria o prisión si se oculta intencionadamente información crucial a las autoridades de inmigración, o si alguien se casa para eludir las leyes de inmigración. Antes de 2005, estar implicado en un matrimonio simulado no estaba castigado, pero el matrimonio se disolvía de todos modos si manifestaba un abuso de derecho - con la consecuencia habitual de que el extranjero perdía su permiso y tenía que abandonar el país. Los matrimonios con cualquier otro fin que no sea eludir las leyes de inmigración (por ejemplo, evitar el impuesto de sucesiones) son legales.

### Alemania
En Alemania, el matrimonio está protegido por la Constitución  por lo que los extranjeros casados con alemanes generalmente tienen derecho a un permiso de residencia, incluso si se les exigió abandonar el país antes del matrimonio. La protección del matrimonio y de la familia también supone un obstáculo jurídico a la deportación si el matrimonio es inminente. En determinados casos, los cónyuges de extranjeros también tienen derecho a un permiso de residencia; para los cónyuges de ciudadanos del EEE con derecho a la libertad de circulación, se aplica la Sección 3 de la Ley de Libertad de Circulación/UE.
Un matrimonio simulado se puede diferenciar en términos de tiempo y pareja en matrimonios simulados iniciales o subsiguientes, así como en matrimonios simulados unilaterales y bilaterales. En el matrimonio de conveniencia inicial, al menos uno de los cónyuges no tiene la intención de vivir en una relación marital en el momento del matrimonio. Un matrimonio de conveniencia posterior generalmente ocurre cuando los socios renuncian a su relación matrimonial inicial pero mantienen la apariencia de una relación matrimonial ante el mundo exterior. En un matrimonio de conveniencia unilateral, solo uno de los miembros de la pareja no tiene intención de vivir junto como pareja casada; en un matrimonio de conveniencia bilateral, ninguno de los miembros de la pareja tiene intención de vivir junto como pareja casada.
Un matrimonio inicial, mutuamente ficticio, puede ser anulado, en caso necesario, por el tribunal de familia , aunque la solicitud también puede ser presentada por una autoridad administrativa (según la ley estatal, por ejemplo, la oficina de orden público). En el caso de matrimonios unilaterales o subsiguientes, la única posibilidad es el divorcio, generalmente sólo después de un año de separación.
Un matrimonio de conveniencia formalmente (aún) válido no tiene protección constitucional, por lo que no se puede derivar de él ningún derecho al estatus de residente.  Sin embargo, un derecho de residencia ya nacido o concedido no deja de existir inmediatamente, sino que puede ser revocado por la autoridad competente retirando o acortando el período de validez del permiso de residencia.
En Alemania no está penado contraer matrimonio por conveniencia. Sólo si se solicita un permiso de residencia a causa del matrimonio y, por tanto, existe engaño sobre la existencia de una sociedad conyugal, puede plantearse la responsabilidad penal. El cónyuge alemán que confirme a las autoridades de inmigración que vive en unión marital también comete un delito. A los efectos de la responsabilidad penal, es irrelevante si el matrimonio de conveniencia se celebró a cambio de un dinero y se presentó al mundo exterior como un matrimonio real o si los actos se llevaron a cabo por otros motivos no monetarios. Además, para la comisión del delito es irrelevante que se haya obtenido o no efectivamente un permiso de residencia basándose en información incorrecta.
En la práctica, tanto los participantes alemanes como los extranjeros en matrimonios simulados son condenados regularmente. Las autoridades de inmigración y la policía suelen reunir las pruebas pertinentes mediante interrogatorios simultáneos y separados de los miembros de la pareja sobre las circunstancias de su relación, su matrimonio y sus condiciones de vida, y mediante investigaciones in situ (por ejemplo, entrevistas con vecinos, visitas de inspección sin previo aviso a primera hora de la mañana, etc.). Por lo general, estas medidas son suficientes para que los tribunales penales dicten una condena.
Desde el punto de vista del derecho administrativo, el matrimonio de conveniencia inicial no da lugar a la reclamación de un permiso de residencia. Si esto se concede (inicialmente), por lo general puede revocarse. En caso de disolución posterior de una sociedad conyugal inicialmente efectivamente mantenida, el cónyuge extranjero podrá tener un derecho de residencia independiente. Sin embargo, la información falsa proporcionada a las autoridades de inmigración podrá ser perseguida. En relación con esto constituye un motivo de expulsión, lo que significa que ya no se cumplen las condiciones generales para la concesión de una nueva prórroga del permiso de residencia. En la realidad, sin embargo, la deportación normalmente sólo se ordena si, sin el matrimonio simulado, no existiría ningún otro derecho de residencia.

## Homosexualidad
Otra razón común para los matrimonios de conveniencia es ocultar la homosexualidad de uno de los miembros de la pareja en lugares donde ser abiertamente gay está castigado o es potencialmente perjudicial. Un matrimonio ficticio de este tipo, a veces llamado matrimonio de lavanda, suele realizarse para mantener la apariencia de heterosexualidad y evitar las consecuencias negativas de la discriminación LGBT. Este tipo de matrimonios puede tener una pareja heterosexual y otra gay, o dos parejas gay: una lesbiana y un hombre gay casados entre sí. En el caso de que un hombre gay se case con una mujer, a veces se dice que la mujer es su "barba", mientras que en el caso de que una lesbiana se case con un hombre, a veces se dice que el hombre es su "merkin".

## Uso metafórico
La expresión "matrimonio de conveniencia" también se ha generalizado para referirse a cualquier asociación entre grupos o individuos para su beneficio mutuo (y a veces ilegítimo), o entre grupos o individuos que de otro modo no serían aptos para trabajar juntos. Un ejemplo sería un "gobierno de unidad nacional", como el que existió en Israel durante gran parte de la década de 1980 o en el Reino Unido durante la Segunda Guerra Mundial. Más concretamente, la cohabitación se refiere a una situación política que puede darse en países con un sistema semipresidencialista (especialmente Francia), donde el presidente y el primer ministro pertenecen a campos políticos opuestos.

## Matrimonio político
Los matrimonios de conveniencia, a menudo denominados matrimonios de Estado, han sido siempre habituales en las familias reales, aristocráticas y otras poderosas, para establecer alianzas entre dos casas poderosas. Algunos ejemplos son los matrimonios de Inés de Courtenay, su hija Sibila, Juana de Albret y Catalina de Aragón.

## Literatura
El tema fue tratado literariamente a través de la novela de Thomas Mann de 1909 Alteza Real, que describe a un joven príncipe soñador y poco mundano que se ve obligado a contraer un matrimonio de conveniencia que al final acaba siendo feliz. La historia sigue el modelo del romance y matrimonio del propio Mann con Katia Mann en febrero de 1905, que sería bendecido con seis hijos, aunque no fueron razones de Estado o de igualdad las que motivaron este matrimonio de conveniencia, sino más bien la homosexualidad del autor que le hizo desear la aceptación y formar una familia (junto con, por cierto, la perspectiva de una rica dote) en una época en que la homosexualidad aún estaba penada y condenada al ostracismo. Sin embargo, su amor por los chicos se mantuvo, pero lo vivió de forma platónica.